# ジェット・ブラック
ブライアン・ジョン・ダフィー（英語名: Brian John Duffy、1938年8月26日 - 2022年12月6日 
）は、イングランド出身のドラマー。芸名: ジェット・ブラック（Jet Black）。ロックバンド「ストラングラーズ」の元メンバー。
実業界で成功を収めた後、パンク・ロック・ニュー・ウェイヴシーンの代表的なバンドの一つであるストラングラーズのドラマーとして世に出た。

## 来歴
1938年生まれ。エルヴィス・プレスリーやバディ・ホリーと同世代に当たる。
1970年代半ばまでは「ジャック・ポット」という酒屋を経営して酒類販売業を大規模に営む一方、アイスクリーム製造会社を経営して販売用の車両であるアイスクリーム・バンを数多く所有していた。
70年代半ばから本格的にドラマーとしての活動を始め、『メロディ・メイカー』誌の広告を見てジョニー・ソックスのヒュー・コーンウェルと知り合った。74年にはコーンウェルに招かれてジョニー・ソックス改めストラングラーズに加入し、所有していたアイスクリーム・バンの一台を演奏旅行用に改造して提供した。ストラングラーズはこのバンでイギリス中を回り、旺盛にライブ活動を行った。
1977年のデビュー時には既に38歳だった。ストラングラーズはパンクロック・ニュー・ウェイヴシーンの中心におどり出て、ブラックはその特異な髭づらの風貌もあいまって人気を博した。ライブではジェット・ブラックコールが起こるほどだった。
長いキャリアの中で基本的なドラムのキットの仕様に制限を感じたため、バスドラムをどこに配置しても演奏できるようにする「ジェット・ブラック・パワー・バスドラム・ペダル」というバスドラム・ペダルを開発して、特許を取得した。

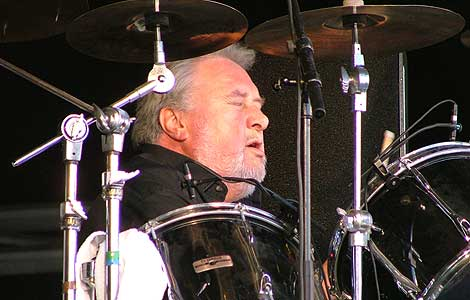
2006年

2007年からは心房細動によりストラングラーズのギグを欠席するようになった。2015年にはメンバーのバズ・ヴォーンがウェブサイトで「ジェットはできるときにできることをやる。彼は努力家で、何事からも手を抜いたことはないが、世界最高の意志を持っていても老いをごまかすことはできない。彼はクラシック・ロック・マガジンに、自分がいなくても活動を続けることを祝福してくれたと語っている。昔からのファンの多くはジェットがいないと同じではないと言っているし、彼らの言う通りだと思うけど、ジェットがいなくてもストラングラーズを見たいのか、それとももう二度と見られないことを受け入れるのか、という単純な質問をしなければならない時が来ているんだ」との声明を発表。
2015年1月30日にはBBCのテレビで「問題はあるものの、まだギグをしている」と語ったが、同年12月にはメンバーのジャン＝ジャック・バーネルが、ブラックは2016年のツアーに参加しないことを発表。バーネルは「彼はできない。去年もそうしようとしたし、僕も彼には見世物小屋になって欲しくないんだ。僕にとって最も重要なのは彼の健康状態だ。彼がもう少し長く生きられるなら、それは素晴らしいことだ」と答えた。
こうしてブラックは事実上の引退となった。しかし2016年にはバンドのツアーに同行し、1978年発表のアルバムのアナログ・レコードにサインしたものを販売し、2020年にはYouTubeのインタビュー動画への出演を果たすなど、積極的な活動を続けている。晩年はグロスターシャー州やウェールズに居住し、木製家具のデザインや製作をしていると報じられていた。
2022年12月6日、ウェールズにて84歳で死去。

## 人物
「初めて新聞で好意的な批評をされたから」という理由で、アルバム『レイヴン』（1979年）がお気に入りだという。
コーンウェルが1990年に脱退した後は、彼と一切の連絡を取り合っていない。